# Barwy Armii Księstwa Warszawskiego
Barwy Armii Księstwa Warszawskiego – opis wyłogów, rabatów, lampasów, patek i proporczyków Armii Księstwa Warszawskiego.

## Barwy legii
| Grafika | Opis |
| ------- | --- |
|         | 1 Legia Wyłogi, lampasy, wypustki i guziki żółte z numerem pułku, kołnierz i wyłogi przy rękawach pąsowe Adiutanci nosili siwe futrzane odbicia dołmanów. |
|         | 2 Legia Wszystkie wyłogi karmazynowe, guziki białe Adiutanci nosili czarne futrzane odbicia dołmanów.                                                     |
|         | 3 Legia kołnierz wyłogi, lampasy, wypustki białe, guziki żółte Adiutanci w nosili jasnokasztanowe futrzane odbicia dołmanów.                              |

## Barwy pułków ułanów
Ułan do munduru wielkiego nosił granatową kurtkę i granatowe rajtuzy. 
W pułkach ułanów nie istniał system przypisujący oddziałom określonych barw proporców. Decydowali o nich dowódcy pułku. Mogli oni też uwzględniać różnice pomiędzy szwadronami. Najpopularniejszą kombinacją był proporczyk czerwono - biały. Bardzo często pojawiał się też zestaw czerwono-biało-niebieski w różnych kombinacjach. Dwa pułki dodawały do niebieskiego i czerwieni kolor żółty. Większość litewskich pułków miała proporczyki biało-niebieskie. Kompanie wyborczeróżnych pułków posiadały niekiedy proporczyki niebiesko-czerwone.
| Grafika | Opis |
| ------- | --- |
|         | 2 pułk ułanów Do 1809 roku rabaty żółte, z guzikami i galonami żółtymi lub złotymi oraz wyłogami rękawów i kołnierzem pąsowym. od 1810 kołnierz pąsowy z biała wypustką rabaty (wyłogi na piersiach - klapy) granatowe z żółtą wypustką wyłogi rękawów pąsowe z białą wypustką lampasy spodni żółte |
|         | 3 pułk ułanów Do 1809 roku kołnierz oraz wyłogi na piersiach i rękawach karmazynowe z dodatkami białymi lub srebrnymi Od 1810 kołnierz karmazynowy z biała wypustką rabaty granatowe z białą wypustką wyłogi karmazynowe mankiety karmazynowe                                                       |
|         | 4 pułk ułanów |
|         | 6 pułk ułanów Do 1809 roku wyłogi i kołnierz białe z dodatkami żółtymi lub złotymi Od 1810 kołnierz biały z karmazynową wypustką rabaty granatowe z karmazynową wypustką wyłogi granatowe z karmazynową wypustką lampasy spodni karmazynowe                                                         |
|         | 7 pułk ułanów - kołnierz żółty z pąsową wypustką - rabaty granatowe z pąsową wypustką - wyłogi rękawów żółte z pąsową wypustką - lampasy spodni żółte |
|         | 8 pułk ułanów - kołnierz pąsowy - rabaty granatowe - wyłogi rękawów pąsowe - lampasy spodni pąsowe - kołnierz, mankiety i wyłogi pąsowe; wyłogi granatowe |
|         | 9 pułk ułanów - kołnierz pąsowy z granatową wypustką - rabaty granatowe z białą wypustką - wyłogi rękawów granatowe z białą wypustką - wyłogi pół granatowe z białą wypustką |
|         | 11 pułk ułanów - kołnierz karmazynowy z białą wypustką - rabaty karmazynowe - lampasy karmazynowe |
|         | 12 pułk ułanów - kołnierz karmazynowy z białą wypustką - rabaty granatowe z białą wypustką - lampasy spodni karmazynowe |
|         | 15 pułk ułanów - kołnierz karmazynowy z białą wypustką - rabaty karmazynowe z białą wypustką - wyłogi rękawów karmazynowe z białą wypustką - lampasy spodni karmazynowe z białą wypustką |
|         | 16 pułk ułanów - kołnierz karmazynowy - rabaty granatowe z karmazynową wypustką - lampasy spodni karmazynowe |
|         | 17 pułk ułanów - kołnierz karmazynowy - rabaty granatowe z karmazynową wypustką - lampasy spodni karmazynowe - proporczyk biały z granatowym, jak w ogóle w pułkach litewskich |
|         | 18 pułk ułanów - wyłogi żółte |
|         | 19 pułk ułanów Kolor pułkowy - żółty Mundury z wyłogami granatowymi, ale z wypustką karmazynową |
|         | 20 pułk ułanów Mundury z granatowymi wyłogami i żółtą wypustką. Już w 1813 roku używał mundurów z żółtymi wyłogami oraz karmazynowymi kołnierzami i wyłogami rękawów, a także mundurów wykonanych z zielonego sukna                                                                                 |
|         | 21 pułk jazdy (strzelców konnych) Kolor pułkowy - pomarańczowy |

## Barwy pułków strzelców konnych
Strzelcy konni mieli kurtki ciemnozielone. Rajtuzy długie, sukienne z lampasami podwójnymi "na cal szerokimi"
Pułki różniły się barwą kołnierza, łapek rękawów, lampasów, wypustek i wierzchów bermyc.
| Grafika | Opis |
| ------- | --- |
|         | 1 pułk strzelców konnych Barwa pułku pąsowa - spodnie ciemnozielone, z podwójnymi lampasami pąsowymi - kity strzelców kompanii centralnych: zielono-pąsowa                   |
|         | 4 pułk strzelców konnych Barwa pułku karmazynowa - spodnie ciemnozielone, z podwójnymi lampasami karmazynowymi - kity strzelców kompanii centralnych: zielono-karmazynowa    |
|         | 5 pułk strzelców konnych Barwa pułku pomarańczowa - spodnie ciemnozielone, z podwójnymi lampasami pomarańczowymi - kity strzelców kompanii centralnych: zielono-pomarańczowa |